# Sulodexide
Sulodexide è un farmaco costituito da una mistura purificata di glucosamminoglicani composti all'80% da eparine a basso peso molecolare e dermatan solfato al 20%. Può essere somministrato sia per via orale che per via parenterale. Sulodexide fa anche parte di numerosi preparati per uso topico che si utilizzano in caso di traumatismi minori, ematomi ed infiammazione vascolare non generalizzata.

## Farmacodinamica
Il basso peso molecolare di entrambe le frazioni che costituiscono sulodexide ne consente un ampio assorbimento orale rispetto all'eparina non frazionata. 
Gli effetti farmacologici di sulodexide si differenziano rispetto a quelli di altri glicosaminoglicani e si caratterizzano principalmente per una emivita prolungata ed un effetto ridotto e clinicamente poco significativo sui parametri della coagulazione e di sanguinamento.
Per la presenza di entrambe le frazioni di glicosaminoglicani, sulodexide potenzia contemporaneamente l'attività anti-proteasi sia dell'antitrombina III che del cofattore II dell'eparina.

## Usi clinici
Il composto è utilizzato nella profilassi e nel trattamento di patologie tromboemboliche vascolari periferiche, nella malattia cerebrovascolare e nella nefropatia diabetica.

Viene anche utilizzato come ipolipidemizzante. Ricerche recenti hanno evidenziato un suo effetto benefico, in modelli animali, sulle lesioni da riperfusione.

Quando viene associata alla melatonina, sulodexide si è dimostrata un'ottima opzione di trattamento per quei pazienti che soffrono di tinnito ed acufeni di origine centrale o neurosensoriale.